# Ольга Хаєнке
Ольга Хаєнке (ісп. Olga Haenke; нар. 23 квітня 1998, Санта-Крус-де-ла-Сьєрра, Колумбія) — іспанська акторка, танцюристка, модель.

## Біографія
Ольга Хаєнке народилася 23 квітня 1998 року у Санта-Крус-де-ла-Сьєрра. У п'ятирічному віці Ольга разом з родиною переїхала до Іспанії, де почала відвідувати уроки танців та сучасної опери. Навчалася в Instituto Mariano José De Larra (Мадрид). Пізніше приєдналася до модельного агентства Fashion Face. У 2019 році вона брала участь як модель у показах Nunu moda Santander12 та M lucia joyería (Мадрид). Не маючи досвіду роботи в кіно та на телебаченні Хаєнке прийшла на кастинг до серіалу «Вулиця Акація, 38» та була затверджена. У 2020-2021 роках Ольга грала у телесеріалі «Вулиця Акація, 38» (роль Анабель Басігалупе). Хаєнке не змогла поєднувати роботу в серіалі з навчальним процесом, однак після завершення роботи в серіалі акторка повернулася до вивчення туризму в університеті. У 2021 році Ольга працювала у серіалі «Рани». Того ж року вона була залучена до роботи в серіалі «Просимо вибачення за незручності».

## Цікаві дані
- В дитинстві Хаєнке найбільше подобався фільм Кароліна[3], однак фільмом який найбільше вразив акторку є Барва пурпурова.[6]
- Хаєнке вважає своїм улюбленим режисером Тіма Бертона[3]
- Улюбленим серіалом акторки є Пуститися берега[3]

## Фільмографія
- Рани (2021).
- Просимо вибачення за незручності (2021)[7].